# Peqahya
Peqahya (hébreu : פקחיה, Peqakhyāh; « YHWH a ouvert les yeux »; latin : Phaceia),  fils de Ménahem, est roi d’Israël pendant environ 2 ans au milieu du VIIIe siècle av. J.-C.

## Règne
Peqahya (ou Pekachia, Pékakhiah, Phacéia) succède à son père et règne depuis Samarie. Il perpétue les pratiques religieuses de Jéroboam Ier. Il règne de -738 à -737 selon William F. Albright ou de -742 à -740 selon Edwin R. Thiele.
Il est assassiné dans son palais par un de ses généraux, Peqah, fils de Remalyahu, et 50 hommes de Galaad. Peqah lui succède.